# Pierre Dżumajjil
Pierre Dżumajjil, Pierre al-Dżumajjil, Pierre Dżemajel (ur. 6 listopada 1905 w Bikfajji, zm. 29 sierpnia 1984 tamże) – polityk libański, maronita, szejk z wpływowego klanu Dżumajjil, ojciec dwóch prezydentów Libanu – Baszira i Amina. Był absolwentem szkół jezuickich, a następnie studiował farmakologię na francuskim wydziale medycznym w Bejrucie. W 1936 roku założył prawicową partię chrześcijańską Al-Kata’ib al-Lubnanijja (Falangi Libańskie), której przewodził aż do śmierci. Od 1960 roku był deputowanym do parlamentu libańskiego. W latach 1958–1969 obejmował różne teki ministerialne. W 1964 r. i 1970 r. bezskutecznie ubiegał się o stanowisko prezydenta Libanu. Wraz z innymi politykami chrześcijańskimi utworzył Front Libański.